# Jorge Windsor, Conde de St. Andrews
Jorge Windsor, Conde de St. Andrews (nome pessoal: George Philip Nicholas Windsor; Londres, 26 de junho de 1962) é o filho mais velho do príncipe Eduardo, Duque de Kent e de sua esposa, Catarina, Duquesa de Kent. Ele detém o título de cortesia de "Conde de St Andrews", por ser herdeiro ao ducado de Kent.
No dia 9 de janeiro de 1988, Lorde St Andrews casou-se com a canadense divorciada Silvana Tomaselli, em Edimburgo, Escócia. Como ela era uma católica romana, ele foi excluído da linha de sucessão ao trono britânico, na qual seria o 24.°. Eles tiveram três filhos:
- Eduardo Windsor, Lorde Downpatrick
- Marina-Carlota Windsor
- Amélia Windsor

## Títulos e estilos
- 26 de junho de 1962 - presente: Conde de St. Andrews